# Ptilidium pulchrum
Ptilidium pulchrum là một loài rêu trong họ Ptilidiaceae. Loài này được Corda mô tả khoa học đầu tiên năm 1835.
Danh pháp khoa học của loài này chưa được làm sáng tỏ. 